# 지방평균시
지방평균시(地方平均時)는 특정 경도에서 균일한 시간 단위를 형성하여 표준시의 오차를 보정하는 태양시의 한 형식이다. 19세기 말에 표준 시간대가 도입되기 전에 19세기에 일상적으로 시간 측정 수단으로써 사용되곤 하였다. 아직도 천문학과 항해에 사용되기도 한다.

## 활용
표준시간대가 채택되기 전까지 19세기 초인 마지막으로 현지 태양시, 해시계가 사용될 때 지방평균시가 사용되었다. 각 마을이나 도시는 각각의 자오선을 지켰는데, 이로 경도가 1도 차이날때마다 4분 차이나는 상황이 발생했다. 이는 19세기 중엽, 역 간에 통합된 시간 있어야 한다는 문제가 발생했다. 동시에 사람들은 시간표에 시계를 맞추어야 하는 일이 생겼다. 보통, 표준시는 일부 지역에 같은 시간을 사용해야 하는 것이었다. 하지만 그리니치 표준시 또는 그 지역 수도의 표준 시를 이용하게 되면서 지방평균시는 이제 사용하지 않게 되었다.

## 같이 보기
- 날
- 시간대